# Маках
Маках (Kweedishchaaht, Kwe-Nee-Chee-Aht, Makah) — возрождаемый индейский язык, который принадлежит к вакашской языковой семье, на котором говорит народ маках, который проживает на северной вершине полуострова Олимпик, напротив острова Ванкувер, штата Вашингтон в США. В качестве родного языка маках является вымершим языком с 2002 года, когда умерла последняя коренная жительница, для которой он был таковым. Тем не менее, маках стремятся сохранить, изучая его в качестве второго после английского.